# King of Prussia Mall
Le King of Prussia Mall est le troisième plus grand centre commercial des États-Unis, après le Mall of America et le American Dream, avec environ 260 031 m2 de surface de vente, 2 étages et plus de 400 magasins. Il est situé à King of Prussia, dans la banlieue nord de Philadelphie, en Pennsylvanie. Le centre est divisé en deux parties (Plaza at King of Prussia et Court at King of Prussia), dont la plus ancienne fut inaugurée en 1963.

## Histoire
Le King of Prussia Mall est développé par Kravco Company en 1963 avec l'ouverture du Plaza at King of Prussia.
En 1981, le Court at King of Prussia est inauguré avec le Pavilion at King of Prussia.

## Magasins
- Armani Exchange
- Apple Store
- Bloomingdale's
- BNP Paribas Securities Services
- Christian Bernard
- Clarins
- Dick's Sporting Goods
- Diesel
- Gap, Inc.
- Henri Bendel
- Hermès
- H&M
- JCPenney
- Lacoste
- L'Occitane
- Lord & Taylor
- Louis Vuitton
- Macy's
- Neiman Marcus
- Nordstrom
- Primark
- Puma
- Versace
- Zumiez